# Nickelodeon Austria
Nickelodeon Austria ([ˌnɪkəˈloʊdiən], englisch „billiges Film- oder Varietétheater“, „Musikautomat“) war der deutschsprachige Privatfernsehsender in Österreich von Nickelodeon, dem Kinderprogramm von Paramount International Networks. Der Sender sendete vom 1. Juni 2006 bis 31. Dezember 2010 von morgens bis zum frühen Abend auf einer gemeinsamen Frequenz mit VIVA Austria, vom 1. Januar 2011 bis zum 30. September 2014 und ab dem 1. Oktober 2021 teilte Nick Austria sich den Sendeplatz mit Comedy Central Austria. Ab dem 1. Oktober 2014 hatte Nick Austria je nach gewähltem Empfangsweg einen eigenen Sendeplatz und sendete damit ganztägig (ab 21:00 Uhr als Nicknight).
Das gesendete Programm von Nick Austria war zu Beginn mit dem von Nickelodeon Deutschland fast identisch, sie unterschieden sich ausschließlich durch regionale Werbefenster. Dadurch waren die Werbepausen auf den zwei Sendern nicht immer genau gleich lang. Dies führte – anders als sonst üblich – dazu, dass auch der Beginn der einzelnen Sendungen für Österreich in der Regel um mehrere Minuten verzögert war. Ab etwa Mitte 2016 wurde nicht mehr das gleiche Programm wie auf Nick Deutschland gesendet, stattdessen wurde das Programm von Nickelodeon Schweiz übernommen. Zum 20. April 2020 wurden die Inhalte der eigenen Website von Nickelodeon Austria entfernt und die Nutzer werden stattdessen auf die deutsche Seite weitergeleitet.
Ab dem 1. Oktober 2021 sendete Nick Austria von 01:00 Uhr bis 20:15 Uhr. Die übrige Sendezeit wurde mit Comedy Central Austria gefüllt. Im Zuge dessen wurde Nicknight eingestellt. Zuletzt (Stand März 2022) wurde der Feed von Nickelodeon Central and Eastern Europe übernommen, lediglich die Werbepausen wurden separat geschaltet und waren auf Österreich zugeschnitten. Gleichermaßen wurde bei Nickelodeon Schweiz verfahren. In den Trailern und Werbetrennern wurde dabei von Nickelodeon gesprochen, das Cornerlogo hingegen war unverändert als Nick Austria auf Sendung. Zum 1. August 2023 übernahm man in Österreich das neue internationale Design, seither wurde wieder mit Nickelodeon-Logo gesendet. 
Mit 1. Februar 2025 wurde die Ausstrahlung via Satellit und terrestrische Antenne beendet. Nickelodeon Austria konnte man nur mehr per Livestream über A1 XploreTV sehen.
Zum 30. Juni 2025 wurde Nickelodeon Austria ebenso auf den verbleibenden Plattformen eingestellt. Sie wurde durch die deutsche Version ersetzt.

## Sendungen und Sendezeiten
Folgend eine Übersicht über die jeweiligen Sendezeiten. Zu den ausgestrahlten Sendungen siehe Liste der Nickelodeon-Sendungen.

### Sendezeiten in Österreich
|                                        | 00:00 Uhr              | 01:00 Uhr              | 05:00 Uhr              | 05:45 Uhr    | 06:00 Uhr   | 19:00 Uhr    | 20:15 Uhr              | 21:00 Uhr              |
| -------------------------------------- | ---------------------- | ---------------------- | ---------------------- | ------------ | ----------- | ------------ | ---------------------- | ---------------------- |
| 1. Juni 2006 bis 31. Dezember 2009     | VIVA Austria           | VIVA Austria           | VIVA Austria           | VIVA Austria | NICK        | VIVA Austria | VIVA Austria           | VIVA Austria           |
| 1. Januar 2010 bis 30. März 2010       | VIVA Austria           | VIVA Austria           | VIVA Austria           | VIVA Austria | NICK        | NICK         | VIVA Austria           | VIVA Austria           |
| 31. März 2010 bis 31. Dezember 2010    | VIVA Austria           | VIVA Austria           | VIVA Austria           | VIVA Austria | Nickelodeon | Nickelodeon  | VIVA Austria           | VIVA Austria           |
| 1. Januar 2011 bis 30. September 2014  | Comedy Central Austria | Comedy Central Austria | Comedy Central Austria | Nickelodeon  | Nickelodeon | Nickelodeon  | Comedy Central Austria | Comedy Central Austria |
| 1. Oktober 2014 bis 27. Juni 2017      | Nicknight              | Nicknight              | Nicknight              | Nickelodeon  | Nickelodeon | Nickelodeon  | Nickelodeon            | Nicknight              |
| 28. Juni 2017 bis 2. Oktober 2017      | Nicknight              | Nicknight              | Nicknight              | Nick         | Nick        | Nick         | Nick                   | Nicknight              |
| 3. Oktober 2017 bis 30. September 2021 | Nicknight              | Nicknight              | Nick                   | Nick         | Nick        | Nick         | Nick                   | Nicknight              |
| 1. Oktober 2021 bis 30. Juni 2025      | Comedy Central Austria | Nickelodeon            | Nickelodeon            | Nickelodeon  | Nickelodeon | Nickelodeon  | Comedy Central Austria | Comedy Central Austria |

## Senderlogos

2006 bis 2010
2010 bis 2017
2017 bis 2023
2023 bis 2025

## Nickelodeon HD Austria
In Österreich war Nickelodeon HD ab dem 7. September 2011 über die Plattform „HD Austria“ zu empfangen. Inzwischen war auf dem Sendeplatz Comedy Central HD zu sehen. Nickelodeon Austria war inzwischen bei A1 TV auch nur mehr in SD-Auflösung zu empfangen.

## Moderatoren
| Moderator/in         | bei Nickelodeon | Sendung(en)                                                                                      |
| -------------------- | --------------- | ------------------------------------------------------------------------------------------------ |
| Bürger Lars Dietrich | 2006–2009       | Alles Nick!, Nickelodeon Kids’ Choice Awards, Nick Talent                                        |
| Elton                | 2007            | Nickelodeon Kids’ Choice Awards                                                                  |
| Florian Prokop       | 2012            | Nickelodeon Kids’ Choice Awards                                                                  |
| Franziska Alber      | 2011–2012       | Cheeese, Nickelodeon Kids’ Choice Awards                                                         |
| Julia Schäfle        | 2013            | Cheeese, Nickelodeon Kids’ Choice Awards                                                         |
| Kathy Weber          | 2006–2007       | Alles Nick!                                                                                      |
| Laura Louisa Garde   | 2013–2016       | Nickelodeon Alaaarm, Nickelodeon Kids’ Choice Awards                                             |
| Marcus Werner        | 2008–2010       | Nickelodeon Weltbeschützer, Spielegalaxie                                                        |
| Mirko Reeh           | 2006–2007       | Quatsch mit Soße                                                                                 |
| Nela Panghy-Lee      | 2006–2011       | Alles Nick!, Nickelodeon Kids’ Choice Awards, (Das Haus Anubis rockt) Nick Talent, Spielegalaxie |
| Nika Krosny          | 2006            | Kids Top 20                                                                                      |
| Nils Bomhoff         | 2010            | Artzooka!                                                                                        |
| Noah Matheis         | 2011            | Team Planet                                                                                      |
| Patrick Baehr        | 2013            | Cheeese                                                                                          |
| Sascha Quade         | 2013–           | Nickelodeon Alaaarm, Nickelodeon Kids’ Choice Awards, Cool Factor, Hey Nickelodeon               |

## Empfang
Das Programm wurde nur mehr via A1 Telekom Austria im IPTV-Paket als Livestream angeboten.